# Luis Salgado Ludeira
Luis Salgado Ludeira es un deportista español que compitió en tiro adaptado. Ganó una medalla de plata en los Juegos Paralímpicos de Barcelona 1992.

## Palmarés internacional
| Juegos Paralímpicos | Juegos Paralímpicos | Juegos Paralímpicos | Juegos Paralímpicos           |
| Año                 | Lugar               | Medalla             | Prueba                        |
| ------------------- | ------------------- | ------------------- | ----------------------------- |
| 1992                | Barcelona (España)  | Medalla de plata    | Pistola deportiva SH1-3 mixta |